# 4841 Manjiro
4841 Manjiro este un asteroid din centura principală, descoperit pe 28 octombrie 1989 de Tsutomu Seki.